# Всемирный союз национал-социалистов
«Всемирный союз национал-социалистов» (ВСНС; англ. World Union of National Socialists, WUNS) — объединение ряда легально действующих неонацистских движений и организаций, созданное в 1962 году. Ему предшествовал иницированный в 1959 году «Всемирный союз свободного предпринимательства национал-социалистов» (World Union of Free Enterprise National Socialists, WUFENS).
Движение возникло, когда лидер Американской нацистской партии Джордж Рокуэлл посетил Англию и встретился с главой британского «Национал-социалистического движения» Колином Джорданом, и они договорились работать над развитием международных связей между движениями. Результатом стала Котсуолдская декларация 1962 года, которую подписали неонацисты из США, Великобритании, Франции (Савитри Деви), Западной Германии (Бруно Людтке) и других стран.

## Основание
В начале 1959 года лидер Американской нацистской партии Джордж Линкольн Роквелл основал Всемирный союз свободного предпринимательства национал-социалистов (WUFENS).
Созвав под эгидой «Национал-социалистического движения» иностранные группы, выступающие за расизм и антисемитизм, Колин Джордан стремился поставить себя во главе международного нацистского движения. Нацистскую конференцию посетил и Линкольн Роквелл, самый известный неонацист того времени. Министерство внутренних дел запретило Роквеллу въезд в Великобританию, так что его тайное присутствие стало еще одним рекламным ходом для британского лидера. В воскресенье утром Джордан продемонстрировал своим гостям военную доблесть подразделения «Острие». Под руководством Джона Тиндаля члены NSM в форме были дислоцированы по долине и атаковали учебные опорные пункты, воображаемые скопления противника и отбивали контратаки, в то время как Джордан, Роквелл, Савитри Деви, бывший лейтенант СС Фред Борт и другие наблюдали за маневрами через полевой бинокль. Тогда же был создан WUNS, организованный в соответствии с условиями Котсуолдского соглашения, согласно которому Джордан, Роквелл и лидеры других иностранных национал-социалистических партий образовали конфедерацию.
Основные цели WUNS были определены следующим образом: сформировать монолитный, боеспособный международный политический аппарат для борьбы и полного уничтожения международного еврейско-коммунистического и сионистского аппарата предательства и подрывной деятельности; защищать и продвигать «арийскую расу» и её западную цивилизацию, где бы ее представители ни находились на земном шаре и какой бы национальности они ни были; защитить частную собственность и свободное предпринимательство от классовой борьбы коммунистов.
Долгосрочные цели включали «единство всех белых людей в рамках национал-социалистического мирового порядка и полного расового апартеида». Хотя многое из этого было бы вполне приемлемо для других правых и националистических групп, параграф 7 дополнения из двадцати пяти параграфов гласил: «Ни одна организация или частное лицо, не признающие духовное лидерство Адольфа Гитлера и тот факт, что мы являемся национал-социалистами, не может быть принята в члены». Аналогичным образом, долгосрочная цель «найти и осуществить справедливое и окончательное решение еврейской проблемы» определила WUNS как прямого преемника планов Гитлера по «окончательному решению». Двадцать семь делегатов, которые вместе со своими партиями стали членами-учредителями WUNS, избрали Джордана мировым фюрером, а Роквелла — его заместителем и преемником.
Лагерь распался в результате беспорядков из-за вторжения местных жителей, а Роквелл был впоследствии арестован в Лондоне и депортирован обратно в Соединённые Штаты. В пятницу, 10 августа, дюжина офицеров спецподразделения совершила рейд и обыскала штаб-квартиру NSM. Подавление властями NSM фактически вывело Колина Джордана из центра деятельности WUNS на раннем этапе после его существования. 16 августа Джордану, Джону Тиндаллу, Керр-Ричи и Пири были предъявлены обвинения в соответствии с Законом об общественном порядке в организации и оснащении военизированных формирований. Джордан был приговорен к девяти месяцам тюремного заключения, Тиндаль — к шести, а их помощники — к трём каждый. Руководство WUNS перешло к Роквеллу и Американской нацистской партии. Благодаря своей радикальной нацистской и антисемитской программе WUNS вскоре удалось привлечь в свои ряды многих членов «Нового европейского порядка» (NEO), основанного в 1951 году в Цюрихе. К началу 1964 года WUNS объявила, что имеет национальные подразделения во Франции, Германии, Великобритании, Бельгии, Дании, Швейцарии, США, Аргентине, Чили и Австралии.
Джон Тиндалл хотел разработать британскую форму национал-социализма с акцентом на патриотизме, расовой гордости и учётом современных обстоятельств. Он считал открытое поклонение Гитлеру и тщательное подражание немецкому нацизму анахроничным. В августе 1964 года Тиндалл основал «Великое британское движение» (GBM). После резкого разрыва и Джордан, и Тиндалл добивались признания Роквеллом своей группы в качестве британской секции WUNS. Роквелл встал на сторону Джордана, поскольку долгое время выступал за открытый нацизм и с подозрением относился к плану Тиндалла отказаться от свастики как политического символа. Вопрос о том, насколько открыто можно позволить себе принять нацистскую иконографию, оставался постоянной проблемой в будущем развитии британских крайне правых сил.

## Организации
В Канаде группу представляла Канадская нацистская партия, лидер которой Уильям Битти был главой ВСНС в стране. По словам Джона Гэррити, осведомителя, внедрившегося в партию, вербовка в неё поддерживалась лидером Американской нацистской партии Джорджем Линкольном Рокуэллом. Согласно Гэррити, Рокуэлл отправил Канадской нацистской партии список почти трёхсот жителей Онтарио, которые имели связи с Американской нацистской партией. ВСНС действовал в Южной Америке через «Чилийскую национал-социалистическую партию», группу, созданную в Чили бывшим штандартенфюрером 1-й танковой дивизии СС Францем Пфайффером. В Дании ВСНС  был представлен Национал-социалистической рабочей партией Дании, крупной группой старого довоенного движения, связанной со Свеном Саликатом, близким последователем Рокуэлла. Сохранила независимость, но тесно сотрудничала с ВСНС шведская Северная имперская партия. Бернхард Хаарде (брат будущего премьер-министра Гейра Хаарде) сформировал группу ВСНС в Исландии, насчитывающую около 300 членов.
По состоянию на сентябрь 2012 года к числу официально зарегистрированных членов ВСНС принадлежали 44 организации. Большая их часть обладала собственными сетевыми ресурсами и прессой. Из них по одной организации было в странах: Бельгия, Болгария, Боливия, Бразилия, Венесуэла, Гватемала, Греция, Иран, Канада, Коста-Рика, Норвегия, Сербия, Финляндия, Франция, Япония; по две в странах: Великобритания, Испания, Италия, Мексика, Перу, США, Украина, Швеция; три в Румынии, четыре в Чили, шесть в России («Национальное сопротивление», Национал-социалистическое движение «Русский дивизион», Всероссийское общественное патриотическое движение «Русское национальное единство» (РНЕ), Национал-социалистическое движение «Славянский союз», запрещённое по решению суда в июне 2010 года, и др.).